# دوري آيسلندا الممتاز 1969
دوري آيسلندا الممتاز 1969 (بالآيسلندية: 1. deild karla í knattspyrnu 1969) هو الموسم 58 من  دوري آيسلندا الممتاز. أقيم خلال الفترة 26 مايو 1969 وحتى 21 سبتمبر 1969، والذي يشرف على تنظيمه اتحاد آيسلندا لكرة القدم، وكان عدد الأندية المشاركة فيه  7، وفاز فيه Keflavík ÍF ‏.